# Jean Le Fèvre
Pour les articles homonymes, voir Jean Le Fèvre (homonymie).
Jean Le Fèvre, né le 9 avril 1652 à Lisieux et mort en 1706 à Paris, est un astronome français.

## Biographie
Ouvrier tisserand jusqu’à l’âge de trente ans, Jean Le Fèvre était un autodidacte qui acquit, pendant ses heures de loisir, de grandes connaissances en mathématiques et en astronomie. Il calcula plusieurs éclipses avec beaucoup d’exactitude et effectua d’excellentes observations au moyen d’instruments qu’on lui avait fournis. 
L'astronome Jean Picard cherchant quelqu’un pour continuer la rédaction de la Connaissance des temps, un professeur du collège de Lisieux à Paris lui recommanda Le Fèvre par l’intermédiaire de Philippe de La Hire. Le Fèvre ayant calculé avec succès une table du passage de la Lune par le méridien, ils le firent venir en 1680 à Paris où il fut doté d’une pension de l’Académie des sciences.
Il livra alors des tables astronomiques réputées représenter correctement les éclipses solaire et lunaire et continua la rédaction de la Connaissance des temps. Il savait mieux calculer les éclipses que La Hire avec lequel il collabora sur un certain nombre de projets jusqu’au moment où il accusa ce dernier de lui avoir volé les tables astronomiques qu’il avait publiées. 
Dans l’édition de 1701 de la Connaissance des temps, Le Fèvre se livra à une attaque en règle contre le fils de Philippe de La Hire, Gabriel-Philippe de La Hire, attitude jugée déplacée par l’Académie des sciences qui exigea que l’ouvrage soit retiré de la vente, qu’il en change la préface et qu’il fasse des excuses publiques. Le Fèvre s’exécuta sur les deux premiers points, mais argua de raisons de santé au moment de venir présenter se excuses à l’Académie. Le président agréa à la demande de tous les autres académiciens, La Hire inclus, de dispenser Le Fèvre de demander pardon en pleine assemblée, mais on excipa d'un règlement exigeant l’assiduité pour le rayer des listes quand même en 1702. Lalande a dit de cette affaire qu’ « elle fit perdre un astronome utile pour un qui ne l’était point ».
On suppose qu’il passa les cinq dernières années de sa vie dans un magasin d’instruments de précision qu’il ouvrit sur le quai de L’Horloge, à l’enseigne des Deux Globes. Guillaume Amontons fut de ses élèves.